# Roodboegtroepiaal
De roodboegtroepiaal (Icterus cayanensis) is een zangvogel uit de familie Icteridae (troepialen).

## Verspreiding en leefgebied
Deze soort komt voor in noordelijk en centraal Zuid-Amerika en telt twee ondersoorten:
- Icterus cayanensis cayanensis: van de Guiana's zuidelijk door een groot deel van het zuidelijke Amazonebekken tot oostelijk Peru, noordelijk Bolivia en noordoostelijk Brazilië.
- Icterus cayanensis chrysocephalus: Trinidad, zuidoostelijk Colombia en noordoostelijk Peru, zuidelijk Venezuela, de Guiana's en noordelijk Brazilië.